# Мезис, Август Иванович
Август Иванович Мезис (Augusts Miezis, 30 августа 1894 — 21 апреля 1938) — советский военный политработник, начальник политуправления Приволжского военного округа, член Военного совета НКО СССР, армейский комиссар 2-го ранга (20.11.1935).

## Биография
По национальности латыш. Отец его работал на Рижской деревообделочной фабрике. Сам Мезис также в 14 лет пошёл работать на эту фабрику. В 1912 году вступил в РСДРП(б), в 1913 был арестован за революционную деятельность. В 1915 году был арестован вторично и приговорён к двум годам тюрьмы. Освобождён во время Февральской революции.
В 1917 году создал и возглавил Вольмарскую уездную организацию большевиков. В 1918 году работал в органах ВЧК в Петрограде. Осенью 1918 года направлен на подпольную работу в оккупированную немцами Ригу.
С мая 1919 года в Красной Армии. Участник Гражданской войны, политработник. Сначала был военкомом запасного полка Латышской стрелковой дивизии, затем комиссар 20-й бригады 7-й стрелковой дивизии, комиссар штаба 8-го стрелкового корпуса, начальник политотдела 1-й казачьей дивизии, начальник политотдела 3-й кавалерийской дивизии. Воевал на Южном и Юго-Западном фронтах.
С октября 1925 года — комиссар 2-го кавалерийского корпуса. В 1927 году окончил курсы высшего начсостава при Военно-политической академии имени Н. Г. Толмачёва. С августа 1927 года — заместитель начальника политуправления Украинского военного округа. В мае 1928 года стал заместителем начальника, а уже в июле того же года — начальником Политуправления Сибирского военного округа. С 1930 года — начальник политуправления и член Реввоенсовета Отдельной Краснознаменной Дальневосточной армии, с 1933 — Приволжского военного округа. Член Военного совета при наркоме обороны СССР. В 1937 году назначен начальником политуправления Белорусского военного округа.

## Репрессии
26 ноября 1937 года арестован. 21 апреля 1938 года признан виновным в участии в военно-фашистском заговоре и приговорён Военной коллегией Верховного суда СССР к высшей мере наказания и в тот же день расстрелян. 28 июля 1956 года реабилитирован.

## Награды
- Орден Красного Знамени (1922)[3]